# Етнічна історія народів Європи
«Етнічна історія народів Європи» — збірник з актуальних питань української та зарубіжної етнології, фольклористики, мистецтвознавства, культурології, етнопсихології, історії, археології та інших суспільно-гуманітарних дисциплін. До публікації у збірнику приймаються статті, огляди, рецензії, переклади, інформації про наукові події.
Редакційною колегією були підготовлені та опубліковані тематичні випуски «Етнічної історії народів Європи», як от «Україна та Фінляндія: західні й східні впливи на історичний та культурний розвиток» (2000), «Український жіночий рух і процеси державотворення» (2000), «Історико-етнологічні дослідження і національна ідея» (2001), «Духовна культура українців на етнічних західних землях впродовж віків» (2001), «Сучасні напрями історико-етнологічних досліджень: тенденції і перспективи» (2003), «Німці в етнокультурному просторі України» (2004), «Національні меншини в сучасному світі» (2005), «До 100-річчя незалежності Фінляндії» (2018).
Збірник наукових праць «Етнічна історія народів Європи» внесено до Переліку наукових фахових видань України (Категорія «Б») за спеціальністю «Історичні науки» (наказ Міністерства освіти і науки України від 17.03.2020 № 409). Реєстраційне свідоцтво № 11061, серія КВ Видання індексується Google Scholar та Index Copernicus International

## Редакційна колегія
Голова редколегії: Коцур Анатолій, доктор історичних наук, професор кафедри етнології та краєзнавства, Київський національний університет імені Тараса Шевченка, Україна.
Віхавайнен Тімо, професор, Гельсінкський університет, Фінляндія.
Гонґ Соґу, доктор філософії (культура, фольклор), професор, Гангукський університет зарубіжних досліджень, Сеул, Республіка Корея.
Грелка Франк, доктор наук, науковий співробітник, Центр міждисциплінарних польських студій, Європейський університет Віадріна, Франкфурт (Одер), Німеччина.
Латиш Юрій, кандидат історичних наук, доцент кафедри історії світового українства, Київський національний університет імені Тараса Шевченка, Україна.
Маркова Міра, доцент, кандидат історичних наук, декан історичного факультету Софійського університету імені Св. Климента Охридського, Софія, Болгарія.
Ремі Йоганнес, доктор філософських наук, доцент Гельсінкського університету, Фінляндія.
Рижов Сергій, кандидат історичних наук, доцент кафедри археології та музеєзнавства, Київський національний університет імені Тараса Шевченка, Україна.
Сільвеннойнен Оула, доктор наук (історія), Гельсінкський університет, Фінляндія.
Срібняк Ігор, доктор історичних наук, професор, завідувач кафедри всесвітньої історії історико-філософського факультету Київського університету імені Бориса Грінченка, Україна.
Хакаміес Пекка, професор емеритус, кафедра фольклористики, університет Турку, Фінляндія.
Шантек Горан Павєл, доктор філософії (етнологія), професор, Загребський університет, Хорватія.
Відповідальний секретар: Пилипенко Віктор, кандидат історичних наук, доцент кафедри етнології та краєзнавства, Київський національний університет імені Тараса Шевченка, Україна.